# Eutrichota duplicata
Eutrichota duplicata este o specie de muște din genul Eutrichota, familia Anthomyiidae. A fost descrisă pentru prima dată de Malloch în anul 1918. Conform Catalogue of Life specia Eutrichota duplicata nu are subspecii cunoscute.